# Sestra v akci 2
Sestra v akci 2 (orig. Sister Act 2: Back in the Habit) je pokračování americké filmové komedie Sestra v akci. Hlavní role zpěvačky Deloris Van Cartierové alias sestry Marie Clarence se opět zhostila Whoopi Goldbergová.

## Děj
Sestry Marie Patrick, Marie Robert a Marie Lazara navštíví Deloris, která teď hraje v muzikálu o svých zážitcích z kláštera, a žádají ji, aby se vrátila do kláštera. Deloris to odmítne, ale změní názor, když se doslechne, že je matka představená v zoufalé situaci. Jako sestra Marie Clarence začne v církevní škole v San Franciscu učit zpěv ve třídě neurvalých teenagerů. Ti se ji nejdřív snaží dostat ze školy pryč, ale postupem času si ji oblíbí.
Deloris postupně objeví jejich muzikální talent a založí s nimi sbor. Společně si opraví starou učebnu hudby. Během úklidu objeví mnoho trofejí, které jejich škola dříve získávala v pěveckých soutěžích. Sestry studenty na jednu soutěž přihlásí, ti se nejdřív zdráhají, ale nakonec se účastní. Mezitím vedení školy zjistí, že Marie Clarence není ve skutečnosti řádovou sestrou, ale zpěvačkou z Las Vegas. Vedení se tak vydá na soutěž, kde chtějí Deloris najít a odhlásit studenty ze soutěže. Studenti potkají otce Maurice a myslí si, že je přijel podpořit. Ten se tak rozhodne je v soutěži navzdory panu Crispovi, řediteli školy, ponechat. Sbor v soutěží zvítězí a nakonec se dozví o pravé identitě sestry Marie Clarence.

## Postavy
- Deloris Van Cartierová/sestra Marie Clarence (Whoopi Goldbergová)
- sestra Marie Patrick (Kathy Najimy)
- otec Maurice (Bernard Hughes)
- sestra Marie Lazara (Mary Wickesová)
- pan Crisp (James Coburn)
- otec Ignatius (Michael Jeter)
- sestra Marie Robert (Wendy Makkena)
- Florence Watsonová (Sheryl Lee Ralphová)
- Joey Bustamante (Robert Pastorelli)
- otec Wolfgang (Thomas Gottschalk)
- matka představená (Maggie Smithová)
- Rita Louise Watsonová (Lauryn Hillová)
- otec Thomas (Brad Sullivan)
- Maria (Alanna Ubachová)
- Wesley Glen 'Ahmal' James (Ryan Toby)
- Richard 'Sketch' Pinchum (Ron Johnson)
- Margaret (Jennifer Love Hewittová)
- Tyler Chase (Christian Fitzharris)
- Frankie (Devin Kamin)